# ロマン・エフゲニエフ
ロマン・エフゲニエフ（Roman Yevgenyev 、1999年2月23日 - ）は、ロシア出身の同国代表プロサッカー選手。クリリヤ・ソヴェトフ・サマーラ所属。ポジションはDF。

## 経歴

### クラブ
FCディナモ・モスクワの下部組織出身。2017年4月2日、ロシア・セカンドディビジョンに所属していたリザーブチームの試合に出場しプロデビューを果たした。
2018年10月6日のクリリヤ・ソヴェトフ・サマーラ戦でトップチームデビュー。2020年11月8日のFCロコモティフ・モスクワではゲームキャプテンを務めた。
2022年7月15日、クリリヤ・ソヴェトフ・サマーラに2年契約で移籍した。

### 代表
2020年11月、ロシア代表初招集。同月18日、UEFAネーションズリーグのセルビア代表戦でロシア代表デビューを果たした。
2021年5月11日、UEFA EURO 2020に向けた暫定登録メンバー30人の一人に選ばれた。6月2日発表の最終登録メンバーからは外れたが、COVID-19に感染し代表チームから離脱したアンドレイ・モストヴォイに代わって、同月11日に追加登録された。しかし同大会での出場機会は無かった。